# 細川顯氏
細川顯氏，是日本国镰仓时代末期及室町时代初期的武将。细川奥州家当主。细川赖贞之子。

## 生涯
显氏的官位是陸奧守、兵部大輔跟随足利尊氏攻陷京都。随后受命前往筑紫国参加多多良滨战役，亦有说留在了讃岐国，详情未知。不久回到畿内，与南朝势力新田义贞交战。正平二年，引兵攻打河内国的南朝将领楠木正行，遇到伏击而大败，显氏退保天王寺。另有一说爲显氏遭到正行夜袭而败。足利尊氏听闻败讯後派遣山名时氏救援显氏，但二人一并被南朝军打败。正平三年，副將軍足利直義與政所執事高師直對立，顯氏屬於直義一派，與其一起投靠了南朝建武政權，攻擊足利尊氏。直義逃亡越前國後，顯氏又回到幕府麾下。并受尊氏命令，前往勸說直義放棄軍權，但卻被直義拘留。直義反而命令他在八相山抵抗尊氏。顯氏對其慘淡的戰績深感恥辱，要求出家，足利尊氏勸他不要，於是他又跟著尊氏返回京都。正平七年七月，出家，過了一天後便去世了。

## 家族
顯氏的官位爲陸奧守，這一支細川家稱爲奧州家。江戶時代後，細川忠興被封爲肥後熊本藩主，即肥後細川家。

### 子
- 細川繁氏
- 細川業氏
- 細川氏之
- 細川政氏